# Abadia de Chelles
L'Abadia de Chelles (en francès: Nôtre Dame des Chelles), va ser una abadia merovíngia situada a Chelles, departament de Sena i Marne a França, i dedicada a sant Jordi. Va ser pensat com un monestir per a dones; pèro la seva reputació va anar creixent, i amb l'afluència dels homes que desitjaven seguir la vida monàstica, es va establir una comunitat masculina en paral·lel, creant un monestir doble.

## Història

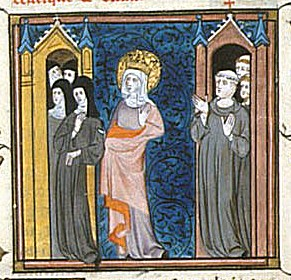
Manuscrit amb la representació de santa Bathilda

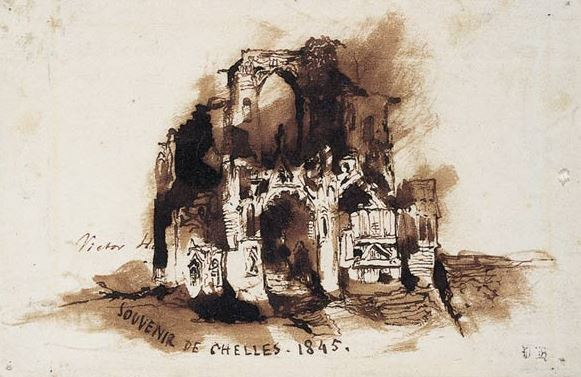
Ruïnes de l'abadia de Chelles. Dibuix de Victor Hugo (1845).

Fundat en el lloc d'un antic palau merovingi (Vil·la Calae) pertanyent al rei Clodoveu I, la seva esposa Clotilde havia construït una petita capella dedicada a sant Jordi prop de l'any 511.
Santa Bathilda, vídua del rei Clodoveu II, prop de l'any 658, va fundar l'abadia sobre las ruïnes de la capella de Clotilde amb les seves donacions es va poder construir el monestir i una nova església dedicada a la Santa Creu. Batilda d'Ascània i les següents abadesses van establir ràpidament una reputació impressionant per fomentar l'aprenentatge, que va atreure monjos a Chelles i va donar lloc a la seva conversió en un monestir doble a la fi del segle VII. D'acord amb la Nova Enciclopèdia Catòlica, l'abadia va representar un pas en el progrés de cristianisme cèltic a Borgonya, especialment en la seva admissió de monjos.
Al final del segle viii, l'abadessa Gisela, filla de Pipí el Breu i germana de Carlemany, va construir un nou edifici i va dotar el monestir d'un scriptorium, on molts llibres van ser escrits per les monges. L'any 798, la ciutat es va convertir en un lloc de vacances de Carlemany i els seus fills.
El monastir va ser dissolt durant la Revolució francesa, el 1796. Els seus bens van ser venuts a particulars.

## Esdeveniments
- Freqüents visites del rei Khilperic I a l'abadia, fins al seu assassinat, prop seu, l'any 584.
- En aquest lloc va ser monja Suanaquilda, esposa de Carles Martell.
- En aquest lloc van ser monjas Gisela i Gertrude, respectivament germana i filla de Carlemany.
- Desaparició d'un famós calze merovingi d'or durant la Revolució francesa.